# F.C. Barreirense
Futebol Clube Barreirense je portugalski nogometni klub iz gradića Barreira, u  okrugu Setúbal.
Smatra ga se jednim od povijesnih klubova u Portugalu koji je bio igrao u 1. ligi, a sada igra u nižim ligama. 

## Klupski uspjesi
- Portugalska Druga divizija (znana i kao Portugalska Druga divizija B): 7
  - 1942/43., 1950/51., 1959/60., 1961/62., 1966/1967., 1968/1969., 2004/05.

## Vanjske poveznice
Službene stranice